# Pizzo (mafia)
Il pizzo, nel gergo della criminalità mafiosa italiana, è una forma di estorsione praticata da organizzazioni criminali che consiste nel pretendere il versamento di una percentuale o di una parte dell'incasso, dei guadagni o di una quota fissa dei proventi, da parte di esercenti di attività commerciali ed imprenditoriali, in cambio di una supposta "protezione" (termine generale identificativo di tale tipo di estorsione) nei confronti di suddetta attività e del soggetto.
Il termine viene utilizzato correntemente nel gergo di Cosa nostra, ma il medesimo concetto viene reso in contesti più generici con il termine protezione.

## Etimologia del termine
La parola siciliana pizzu, italianizzata come pizzo, acquista significati diversi ma, sia questa parola che l'aggettivo pizzutu, fanno riferimento – al pari dell'italiano – a “qualcosa di appuntito, estremo o al confine di qualcosa”; ancora oggi si usa dire “ssa cosa è misa 'n pizzu” (“quella cosa lì è posta al margine”).
Il termine acquista l'accezione di “tangente estorta” a partire dall'ultima metà del XIX secolo, e deriverebbe dall'antico detto siciliano “fari vagnari u pizzu” (“fare bagnare il mento”), ossia uno spontaneo gesto di ringraziamento – emblematicamente rappresentato dall'offerta di un bicchiere di vino per ricambiare un favore – che ben presto assunse un'accezione negativa, nel senso di pagamento di una somma di denaro estorta per ripagare la "protezione" concessa da un amico (solitamente l'esponente di una cosca che controlla il territorio).

## Modalità
I soggetti presi di mira sono quasi esclusivamente operatori economici (dal comune negoziante al facoltoso imprenditore), i quali vengono sottoposti a richieste di denaro commisurate al loro guadagno. La richiesta avviene con diverse modalità, a seconda del soggetto a cui viene fatta: può avvenire attraverso atti vandalici a scopo intimidatorio (ad esempio l'incendio della propria autovettura o dei mezzi necessari per la sua azienda) o semplicemente mediante la minaccia verbale di danni fisici, economici ed anche morali (solitamente per via telefonica o, specialmente in passato, attraverso lettere minatorie). A questo punto, l'operatore economico si ritrova impaurito di fronte a qualcosa di ignoto e quindi di terribile, venendo quindi avvicinato (o cerca lui stesso un contatto) da un conoscente (solitamente vicino alla mafia locale), che si presenta come un amico che risolverà il suo problema, fungendo da "mediatore" con gli estorsori: questa figura rassicura l'imprenditore vessato dalle richieste e concorda con entrambe le parti una cifra da pagare, trattenendo alla fine della trattativa una percentuale per il suo "servizio". Il pagamento della somma concordata diventa permanente (di solito in concomitanza con le festività o mensilmente) e l'operatore economico entra così in un vero e proprio tunnel senza via d'uscita poiché l'organizzazione mafiosa potrebbe non limitarsi soltanto all’esazione del pizzo, ma esso potrebbe diventare lo strumento per penetrare dentro l’azienda stessa, acquisendola lentamente approfittando delle difficoltà dell'imprenditore (che verrà poi degradato a mero prestanome) e servendosene cosi sotto banco per operazioni di riciclaggio di denaro sporco.
Le punizioni ai danni dell'imprenditore effettivamente cagionate in caso di mancato o ritardato pagamento possono, in alcuni casi, arrivare alla distruzione fisica dell'attività o addirittura all'uccisione dell'imprenditore o di uno dei suoi familiari.
Oltre alle aziende operanti nell'economia legale, i mafiosi tenderebbero a "tassare" qualsiasi attività illegale presente sul territorio di loro pertinenza e non direttamente controllata da loro, come ad esempio lo spaccio di droga o le rapine, operando con lo stesso schema utilizzato nei confronti degli operatori economici legali.

## Obiettivi
La riscossione del pizzo da parte delle organizzazioni di stampo mafioso (siano esse Cosa nostra, 'Ndrangheta, Camorra ed altre) ha molteplici obiettivi:
1. L’accumulazione pecuniaria: il pizzo è un sicuro strumento per il sostentamento dell’organizzazione mafiosa (ad esempio per il mantenimento degli affiliati in carcere e delle loro famiglie) o per acquisire capitali da reinvestire in altre attività criminali o nell’economia legale;
2. Il "tirocinio": la riscossione del pizzo rappresenta un ottimo mezzo per le giovani leve delle organizzazioni mafiose per mettere in mostra le proprie "qualità" criminali, come l'uso della violenza e della prepotenza, ed allo stesso tempo è utilizzata dagli affiliati più anziani per mettere alla prova i neofiti;
3. Controllo del territorio: il pizzo è necessario per realizzare il controllo del territorio poiché quando l'imprenditore accetta di pagare il pizzo ad un'associazione mafiosa, di fatto, è come se ne riconoscesse l’autorità e pagasse le "tasse" ad uno Stato parallelo;
4. Controllo dell’economia: entrando in rapporto mediante il pizzo con imprese legali, le organizzazioni mafiose riescono a condizionarne la vita, a orientarne le scelte economiche secondo finalità mafiose, invece che secondo logiche di mercato. Dall’altro lato, a partire dalla subordinazione dell’imprenditore, si può giungere all’espropriazione dell’impresa stessa ed utilizzarla per fini di riciclaggio.[3]

## Diffusione
Il fenomeno è ampiamente diffuso, e si calcola che colpisca circa 160 000 imprese con un movimento di più di 10 miliardi di euro. A Palermo l'80% delle attività commerciali o imprenditoriali paga il pizzo. Secondo dati della Fondazione Rocco Chinnici, in Sicilia il pizzo ha un giro d'affari che supera il miliardo di euro, pari cioè a 1,3 punti percentuali del PIL regionale.

L'imprenditore Libero Grassi, ucciso da Cosa nostra nel 1991, è considerato l'uomo-simbolo nella lotta al pizzo.

Tuttavia a partire dagli anni novanta si è rafforzato un movimento di lotta al pizzo, che ebbe come capofila un gruppo di coraggiosi commercianti di Capo d'Orlando (ME) guidati da Tano Grasso, i quali fondarono la prima associazione antiracket in Italia nel 1990. L'esempio d'imprenditori come il siciliano Libero Grassi e il foggiano Giovanni Panunzio (uccisi perché rifiutarono di pagare il pizzo e collaborarono con le autorità per fare arrestare i loro estorsori) ha poi ispirato numerose iniziative ed associazioni, anche di consumo critico a partire dagli anni 2000. Basti ricordare la nascita del movimento Comitato Addiopizzo, che si batte contro questo fenomeno, oppure le altre associazioni come Federazione Antiracket Italiana e, soprattutto, Libera. Associazioni, nomi e numeri contro le mafie.